# US Open 2014
Die 134. US Open wurden vom 25. August bis zum 8. September 2014 im USTA Billie Jean King National Tennis Center im Flushing-Meadows-Park in New York, USA ausgetragen.
Titelverteidiger im Einzel waren Rafael Nadal bei den Herren sowie Serena Williams bei den Damen. Im Herrendoppel waren Leander Paes und Radek Štěpánek, im Damendoppel Andrea Hlaváčková und Lucie Hradecká die Titelverteidiger. Andrea Hlaváčková und Maks Mirny waren die Titelverteidiger im Mixed.

## Herreneinzel
Setzliste
| Nr. | Spieler            | Erreichte Runde |
| --- | ------------------ | --------------- |
| 01. | Novak Đoković      | Halbfinale      |
| 02. | Roger Federer      | Halbfinale      |
| 03. | Stanislas Wawrinka | Viertelfinale   |
| 04. | David Ferrer       | 3. Runde        |
| 05. | Milos Raonic       | Achtelfinale    |
| 06. | Tomáš Berdych      | Viertelfinale   |
| 07. | Grigor Dimitrow    | Achtelfinale    |
| 08. | Andy Murray        | Viertelfinale   |
| 09. | Jo-Wilfried Tsonga | Achtelfinale    |
| 10. | Kei Nishikori      | Finale          |
| 11. | Ernests Gulbis     | 2. Runde        |
| 12. | Richard Gasquet    | 3. Runde        |
| 13. | John Isner         | 3. Runde        |
| 14. | Marin Čilić        | Sieg            |
| 15. | Fabio Fognini      | 2. Runde        |
| 16. | Tommy Robredo      | Achtelfinale    |

| Nr. | Spieler                | Erreichte Runde |
| --- | ---------------------- | --------------- |
| 17. | Roberto Bautista Agut  | Achtelfinale    |
| 18. | Kevin Anderson         | 3. Runde        |
| 19. | Feliciano López        | 3. Runde        |
| 20. | Gaël Monfils           | Viertelfinale   |
| 21. | Michail Juschny        | 1. Runde        |
| 22. | Philipp Kohlschreiber  | Achtelfinale    |
| 23. | Leonardo Mayer         | 3. Runde        |
| 24. | Julien Benneteau       | 1. Runde        |
| 25. | Ivo Karlović           | 2. Runde        |
| 26. | Gilles Simon           | Achtelfinale    |
| 27. | Santiago Giraldo       | 1. Runde        |
| 28. | Guillermo García López | 2. Runde        |
| 29. | Lukáš Rosol            | 1. Runde        |
| 30. | Jérémy Chardy          | 2. Runde        |
| 31. | Fernando Verdasco      | 2. Runde        |
| 32. | João Sousa             | 2. Runde        |

## Dameneinzel
Setzliste
| Nr. | Spielerin            | Erreichte Runde |
| --- | -------------------- | --------------- |
| 01. | Serena Williams      | Sieg            |
| 02. | Simona Halep         | 3. Runde        |
| 03. | Petra Kvitová        | 3. Runde        |
| 04. | Agnieszka Radwańska  | 2. Runde        |
| 05. | Marija Scharapowa    | Achtelfinale    |
| 06. | Angelique Kerber     | 3. Runde        |
| 07. | Eugenie Bouchard     | Achtelfinale    |
| 08. | Ana Ivanović         | 2. Runde        |
| 09. | Jelena Janković      | Achtelfinale    |
| 10. | Caroline Wozniacki   | Finale          |
| 11. | Flavia Pennetta      | Viertelfinale   |
| 12. | Dominika Cibulková   | 1. Runde        |
| 13. | Sara Errani          | Viertelfinale   |
| 14. | Lucie Šafářová       | Achtelfinale    |
| 15. | Carla Suárez Navarro | 3. Runde        |
| 16. | Wiktoryja Asaranka   | Viertelfinale   |

| Nr. | Spielerin                    | Erreichte Runde |
| --- | ---------------------------- | --------------- |
| 17. | Jekaterina Makarowa          | Halbfinale      |
| 18. | Andrea Petković              | 3. Runde        |
| 19. | Venus Williams               | 3. Runde        |
| 20. | Swetlana Kusnezowa           | 1. Runde        |
| 21. | Sloane Stephens              | 2. Runde        |
| 22. | Alizé Cornet                 | 3. Runde        |
| 23. | Anastassija Pawljutschenkowa | 2. Runde        |
| 24. | Samantha Stosur              | 2. Runde        |
| 25. | Garbiñe Muguruza             | 1. Runde        |
| 26. | Sabine Lisicki               | 3. Runde        |
| 27. | Madison Keys                 | 2. Runde        |
| 28. | Roberta Vinci                | 3. Runde        |
| 29. | Casey Dellacqua              | Achtelfinale    |
| 30. | Barbora Záhlavová-Strýcová   | 3. Runde        |
| 31. | Kurumi Nara                  | 2. Runde        |
| 32. | Zhang Shuai                  | 1. Runde        |

## Herrendoppel
Setzliste
| Nr. | Paarung                                 | Erreichte Runde |
| --- | --------------------------------------- | --------------- |
| 01. | Bob Bryan Mike Bryan                    | Sieg            |
| 02. | Alexander Peya Bruno Soares             | Viertelfinale   |
| 03. | Daniel Nestor Nenad Zimonjić            | Achtelfinale    |
| 04. | Ivan Dodig Marcelo Melo                 | Halbfinale      |
| 05. | Julien Benneteau Édouard Roger-Vasselin | 1. Runde        |
| 06. | Leander Paes Radek Štěpánek             | Achtelfinale    |
| 07. | David Marrero Fernando Verdasco         | Viertelfinale   |
| 08. | Vasek Pospisil Jack Sock                | Achtelfinale    |

| Nr. | Paarung                            | Erreichte Runde |
| --- | ---------------------------------- | --------------- |
| 09. | Jean-Julier Rojer Horia Tecău      | Achtelfinale    |
| 10. | Michaël Llodra Nicolas Mahut       | 2. Runde        |
| 11. | Marcel Granollers Marc López       | Finale          |
| 12. | Eric Butorac Raven Klaasen         | Viertelfinale   |
| 13. | Rohan Bopanna Aisam-ul-Haq Qureshi | 1. Runde        |
| 14. | Treat Huey Dominic Inglot          | 1. Runde        |
| 15. | Jamie Murray John Peers            | 1. Runde        |
| 16. | Juan Sebastián Cabal Robert Farah  | 2. Runde        |

## Damendoppel
Setzliste
| Nr. | Paarung                            | Erreichte Runde |
| --- | ---------------------------------- | --------------- |
| 01. | Sara Errani Roberta Vinci          | 2. Runde        |
| 02. | Hsieh Su-wei Peng Shuai            | Achtelfinale    |
| 03. | Cara Black Sania Mirza             | Halbfinale      |
| 04. | Jekaterina Makarowa Jelena Wesnina | Sieg            |
| 05. | Květa Peschke Katarina Srebotnik   | Viertelfinale   |
| 06. | Raquel Kops-Jones Abigail Spears   | 1. Runde        |
| 07. | Tímea Babos Kristina Mladenovic    | 1. Runde        |
| 08. | Andrea Hlaváčková Zheng Jie        | Viertelfinale   |

| Nr. | Paarung                                     | Erreichte Runde |
| --- | ------------------------------------------- | --------------- |
| 09. | Alla Kudrjawzewa Anastasia Rodionova        | Achtelfinale    |
| 10. | Ashleigh Barty Casey Dellacqua              | 1. Runde        |
| 11. | Lucie Hradecká Michaëlla Krajicek           | Achtelfinale    |
| 12. | Garbiñe Muguruza Carla Suárez Navarro       | Achtelfinale    |
| 13. | Anabel Medina Garrigues Jaroslawa Schwedowa | 2. Runde        |
| 14. | Chan Hao-ching Chan Yung-jan                | 2. Runde        |
| 15. | Anastassija Pawljutschenkowa Lucie Šafářová | 2. Runde        |
| 16. | Julia Görges Anna-Lena Grönefeld            | 1. Runde        |

## Mixed
Setzliste
| Nr. | Paarung                           | Erreichte Runde |
| --- | --------------------------------- | --------------- |
| 01. | Sania Mirza Bruno Soares          | Sieg            |
| 02. | Andrea Hlaváčková Alexander Peya  | Achtelfinale    |
| 03. | Cara Black Leander Paes           | Viertelfinale   |
| 04. | Kristina Mladenovic Daniel Nestor | 1. Runde        |

| Nr. | Paarung                                | Erreichte Runde |
| --- | -------------------------------------- | --------------- |
| 05. | Lucie Hradecká Horia Tecău             | 1. Runde        |
| 06. | Katarina Srebotnik Rohan Bopanna       | Viertelfinale   |
| 07. | Julia Görges Nenad Zimonjić            | 1. Runde        |
| 08. | Raquel Kops-Jones Juan Sebastián Cabal | 1. Runde        |

## Junioreneinzel
Setzliste
| Nr. | Spieler         | Erreichte Runde |
| --- | --------------- | --------------- |
| 01. | Andrei Rubljow  | Viertelfinale   |
| 02. | Orlando Luz     | 2. Runde        |
| 03. | Jared Donaldson | Achtelfinale    |
| 04. | Stefan Kozlov   | Viertelfinale   |
| 05. | Quentin Halys   | Finale          |
| 06. | Frances Tiafoe  | Halbfinale      |
| 07. | Lee Duck-hee    | Viertelfinale   |
| 08. | Roman Safiullin | Achtelfinale    |

| Nr. | Spieler             | Erreichte Runde |
| --- | ------------------- | --------------- |
| 09. | Marcelo Zormann     | Achtelfinale    |
| 10. | Michael Mmoh        | 1. Runde        |
| 11. | Jumpei Yamasaki     | 1. Runde        |
| 12. | Naoki Nakagawa      | 1. Runde        |
| 13. | Matías Zukas        | 1. Runde        |
| 14. | Taylor Fritz        | Achtelfinale    |
| 15. | Francisco Bahamonde | 1. Runde        |
| 16. | Nicolás Álvarez     | 1. Runde        |

## Juniorinneneinzel
Setzliste
| Nr. | Spielerin               | Erreichte Runde |
| --- | ----------------------- | --------------- |
| 01. | Catherine Bellis        | 2. Runde        |
| 02. | Jeļena Ostapenko        | 2. Runde        |
| 03. | Iryna Schymanowitsch    | Viertelfinale   |
| 04. | Tornado Alicia Black    | Viertelfinale   |
| 05. | Kristína Schmiedlová    | 1. Runde        |
| 06. | Jil Teichmann           | Achtelfinale    |
| 07. | Aliona Bolsova Zadoinov | Achtelfinale    |
| 08. | Paula Badosa Gibert     | 1. Runde        |

| Nr. | Spielerin             | Erreichte Runde |
| --- | --------------------- | --------------- |
| 09. | Anhelina Kalinina     | Finale          |
| 10. | Markéta Vondroušová   | 1. Runde        |
| 11. | Anna Kalinskaja       | Viertelfinale   |
| 12. | Anastassija Komardina | 2. Runde        |
| 13. | Naiktha Bains         | 2. Runde        |
| 14. | İpek Soylu            | 1. Runde        |
| 15. | Ioana Loredana Roșca  | 1. Runde        |
| 16. | Olga Fridman          | Achtelfinale    |

## Juniorendoppel
Setzliste
| Nr. | Paarung                          | Erreichte Runde |
| --- | -------------------------------- | --------------- |
| 01. | Stefan Kozlov Andrei Rubljow     | Achtelfinale    |
| 02. | Orlando Luz Marcelo Zormann      | Viertelfinale   |
| 03. | Michael Mmoh Frances Tiafoe      | 1. Runde        |
| 04. | Francisco Bahamonde Matías Zukas | Achtelfinale    |

| Nr. | Paarung                           | Erreichte Runde |
| --- | --------------------------------- | --------------- |
| 05. | Taylor Fritz Tim van Rijthoven    | Viertelfinale   |
| 06. | Omar Jasika Naoki Nakagawa        | Sieg            |
| 07. | Petros Chrysochos Nino Serdarušić | Achtelfinale    |
| 08. | Lee Duck-hee Marc Polmans         | Viertelfinale   |

## Juniorinnendoppel
Setzliste
| Nr. | Paarung                                     | Erreichte Runde |
| --- | ------------------------------------------- | --------------- |
| 01. | Catherine Bellis Markéta Vondroušová        | Viertelfinale   |
| 02. | Anhelina Kalinina Iryna Schymanowitsch      | Achtelfinale    |
| 03. | Paula Badosa Gibert Aliona Bolsova Zadoinov | Achtelfinale    |
| 04. | Olga Fridman Jeļena Ostapenko               | Viertelfinale   |

| Nr. | Paarung                               | Erreichte Runde |
| --- | ------------------------------------- | --------------- |
| 05. | Naiktha Bains Tornado Alicia Black    | 1. Runde        |
| 06. | İpek Soylu Jil Teichmann              | Sieg            |
| 07. | Viktória Kužmová Kristína Schmiedlová | Halbfinale      |
| 08. | Anna Kalinskaja Jewgenija Lewaschowa  | Achtelfinale    |

## Herreneinzel-Rollstuhl
Setzliste
| Nr. | Spieler         | Erreichte Runde |
| --- | --------------- | --------------- |
| 01. | Shingo Kunieda  | Sieg            |
| 02. | Stéphane Houdet | Halbfinale      |

## Dameneinzel-Rollstuhl
Setzliste
| Nr. | Spielerin      | Erreichte Runde |
| --- | -------------- | --------------- |
| 01. | Yui Kamiji     | Sieg            |
| 02. | Aniek van Koot | Finale          |

## Herrendoppel-Rollstuhl
Setzliste
| Nr. | Paarung                        | Erreichte Runde |
| --- | ------------------------------ | --------------- |
| 01. | Stéphane Houdet Shingo Kunieda | Sieg            |
| 02. | Gordon Reid Maikel Scheffers   | Finale          |

## Damendoppel-Rollstuhl
Setzliste
| Nr. | Paarung                        | Erreichte Runde |
| --- | ------------------------------ | --------------- |
| 01. | Yui Kamiji Jordanne Whiley     | Sieg            |
| 02. | Jiske Griffioen Aniek van Koot | Finale          |